# Last Order – Final Fantasy VII
Last Order – Final Fantasy VII (jap. ラストオーダー -ファイナルファンタジーVII-) ist ein Anime von Square Enix, der als Original Video Animation (OVA) einen weiteren Teil des Final-Fantasy-VII-Universums bildet.
Der Anime läuft etwa 25 Minuten und wurde wie bereits Final Fantasy vom Studio Madhouse (unter anderem Tokyo Godfathers) produziert. Es handelt sich um ein Prequel. Erzählt wird eine Episode aus dem ursprünglichen Spiel Final Fantasy VII. Im Mittelpunkt der Handlung steht der Soldat Zack. In zwei parallel verlaufenden Handlungssträngen verfolgt der Zuschauer dessen Auseinandersetzung mit Sephiroth im Reaktor von Nibelheim (fünf Jahre vor Final Fantasy VII), sowie Zacks und Clouds Flucht aus Nibelheim (kurz vor Beginn der Final-Fantasy-VII-Handlung). Eingerahmt wird dies durch die Erinnerungen des Turks Tseng, der den Nibelheim-Vorfall reflektiert.

## Verbreitung
Der Anime ist Bestandteil der umfangreichen Extras, die der Ultimate Edition (besser bekannt als Advent Pieces) von Advent Children beiliegen. Diese erschien im September 2005 in Japan zeitgleich mit der normalen Version von Advent Children in einer limitierten Stückzahl von 77.777 zum Preis von 29.500 Yen (225 Euro). Die Ultimate Edition erschien nicht außerhalb Japans, so dass die Verbreitung des Animes zunächst auf Japan und wenige Importeure im Westen beschränkt blieb.
Entgegen vorheriger Aussagen veröffentlichte Square Enix den Anime überraschend als Bestandteil des Limited Edition Collector’s Set in Nordamerika. Dieses Set erschien am 20. Februar 2007 und enthält ein umfangreiches Bonusmaterial, zu dem auch eine Fassung von Last Order mit Untertiteln gehört. Es gab keine Synchronisation.
Offiziell ist Last Order nicht in Europa erschienen.

## Synchronisation
| Rolle         | Japanischer Sprecher (Seiyū) |
| ------------- | ---------------------------- |
| Zack          | Ken’ichi Suzumura            |
| Cloud Strife  | Takahiro Sakurai             |
| Sephiroth     | Toshiyuki Morikawa           |
| Tifa Lockhart | Ayumi Ito                    |
| Zangan        | Hiroshi Fujioka              |
| Tseng         | Jun’ichi Suwabe              |
| Reno          | Keiji Fujiwara               |
| Rude          | Taiten Kusunoki              |
| Hojo          | Nachi Nozawa                 |